# Чижево (Куявсько-Поморське воєводство)
Чижево (пол. Czyżewo, нім. Zeising) — село в Польщі, у гміні Рипін Рипінського повіту Куявсько-Поморського воєводства.
Населення — 297 осіб (2011).
У 1975-1998 роках село належало до Влоцлавського воєводства.

## Демографія
Демографічна структура станом на 31 березня 2011 року:
|          | Загалом | Допрацездатний вік | Працездатний вік | Постпрацездатний вік |
| -------- | ------- | ------------------ | ---------------- | -------------------- |
| Чоловіки | 146     | 36                 | 97               | 13                   |
| Жінки    | 151     | 41                 | 83               | 27                   |
| Разом    | 297     | 77                 | 180              | 40                   |